# Strade Bianche 2022
La 16e édition des Strade Bianche, une course cycliste sur route masculine, a lieu le 5 mars 2022 en Italie. Elle fait partie du calendrier UCI World Tour 2022 en catégorie 1.UWT.
L'épreuve est remportée en solitaire par le Slovène Tadej Pogačar (UAE Team Emirates). Il devance l'Espagnol Alejandro Valverde (Movistar) et le Danois Kasper Asgreen (Quick-Step Alpha Vinyl).

## Présentation

### Parcours
Le parcours de 184 km de cette édition des Strade Bianche est inchangé par rapport à l'année précédente. Il part de la forteresse Médicis de Sienne et arrive sur la Piazza del Campo, dans cette même ville. Ce tracé comprend onze « routes blanches » (strade bianche en italien), pour un total de 63 km, :
| Secteur | Nom                   | Position                         | Longueur | Difficulté |
| ------- | --------------------- | -------------------------------- | -------- | ---------- |
| 1       | Vidritta              | entre le km 17,6 et le km 19,7   | 2 100 m  | 01         |
| 2       | Bagnaia               | entre le km 25,0 et le km 30,8   | 5 800 m  | 01         |
| 3       | Radi                  | entre le km 36,9 et le km 41,3   | 4 400 m  | 03         |
| 4       | La Piana              | entre le km 47,6 et le km 53,1   | 5 500 m  | 01         |
| 5       | Lucignano d'Asso      | entre le km 75,8 et le km 87,7   | 11 900 m | 03         |
| 6       | Pieve a Salti         | entre le km 88,7 et le km 96,7   | 8 000 m  | 04         |
| 7       | San Martino in Grania | entre le km 111,3 et le km 120,8 | 9 500 m  | 03         |
| 8       | Monte Sante Marie     | entre le km 130 et le km 141,5   | 11 500 m | 05         |
| 9       | Monteaperti           | entre le km 160 et le km 160,8   | 800 m    | 01         |
| 10      | Colle Pinzuto         | entre le km 164,6 et le km 167   | 2 400 m  | 04         |
| 11      | Le Tolfe              | entre le km 171 et le km 172,1   | 1 100 m  | 03         |

### Équipes
22 équipes sont au départ de la course, avec 17 des 18 UCI WorldTeams (Cofidis ne participe pas) et 5 UCI ProTeams : 
| WorldTeams (17)- Team DSM - Trek-Segafredo - Israel-Premier Tech - Bora-Hansgrohe - Quick-Step Alpha Vinyl - Bahrain Victorious - BikeExchange-Jayco - Intermarché-Wanty-Gobert Matériaux - UAE Team Emirates - Jumbo-Visma - Astana Qazaqstan Team - EF Education-EasyPost - AG2R Citroën Team - Groupama-FDJ - Ineos Grenadiers - Lotto-Soudal - Movistar Team ProTeams (5)- Alpecin-Fenix - Bardiani-CSF-Faizanè - Eolo-Kometa - Drone Hopper-Androni Giocattoli - Arkéa-Samsic |
| |

### Principaux favoris

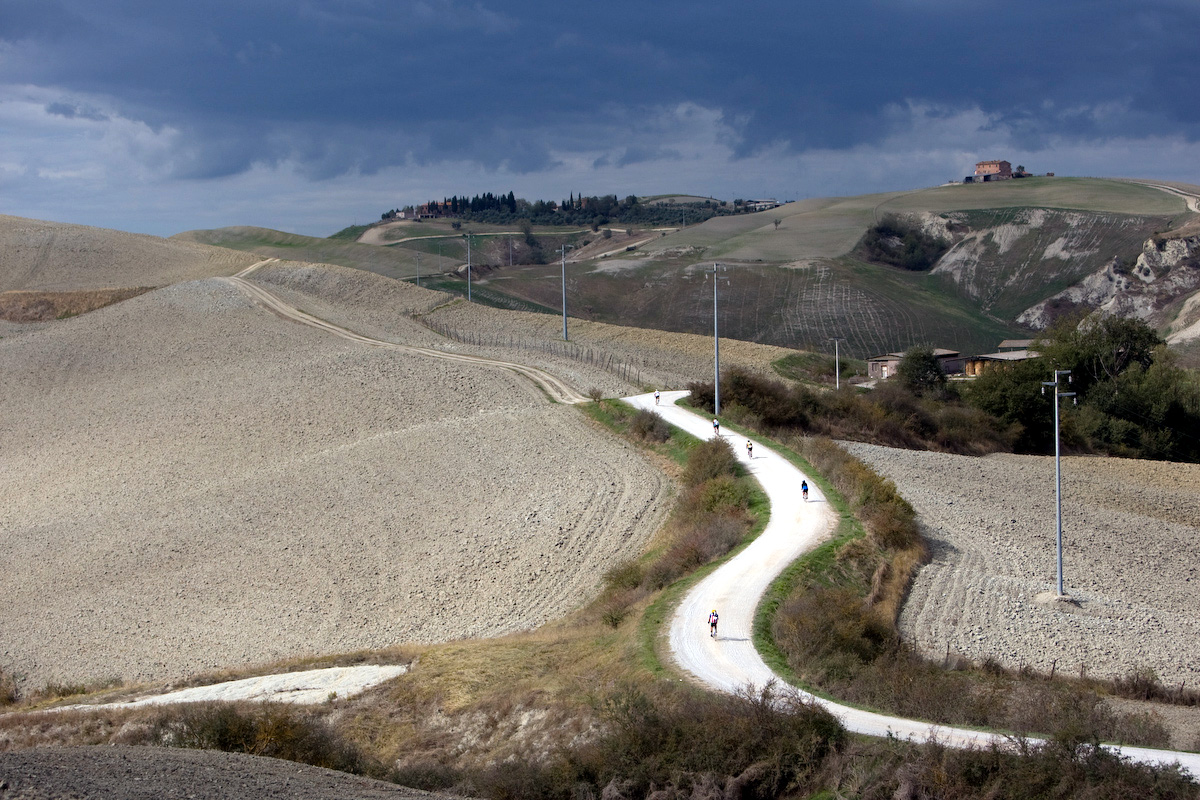
L'une des strade bianche.

En l’absence de Mathieu van der Poel, le vainqueur de 2021 et de Wout van Aert, les deux favoris sont le Slovène Tadej Pogačar, récent vainqueur du Tour des Émirats arabes et le champion du monde français Julian Alaphilippe, deuxième de l'édition 2021. Les autres coureurs cités pour la victoire sont Alejandro Valverde, Pello Bilbao, Matej Mohorič, Michael Matthews, Tiesj Benoot, Greg Van Avermaet,  Tim Wellens, Alessandro Covi, Kasper Asgreen, Quinn Simmons, Magnus Cort Nielsen et Sergio Higuita,.

## Déroulement de la course
En début de course, un groupe de neuf attaquants se forme en deux temps et compte jusqu'à quatre minutes d'avance sur le peloton. Il est constitué des Italiens Davide Martinelli, Edoardo Zardini, Simone Bevilacqua et Samuele Zoccarato, des Allemands Marco Brenner et Leon Heinschke, du Néerlandais Taco van der Hoorn, du Français Lilian Calmejane et de l'Espagnol Sergio García González. Dans le peloton, à une centaine de kilomètres de l’arrivée, dans le cinquième secteur de routes blanches, une chute importante due au vent contraint notamment Tiesj Benoot à l’abandon et envoie au sol les deux principaux favoris Julian Alaphilippe et Tadej Pogačar mais les deux hommes parviennent à recoller au peloton. À 52 kilomètres du terme, les quatre derniers fuyards (Calmejane, Zoccarato, Brenner et van der Hoorn) sont repris par le peloton. Deux kilomètres plus loin, Tadej Pogačar place une attaque dans le long secteur de routes blanches de Monte Sante Marie et s'isole en tête. Il est très vite pris en chasse par l'Espagnol Carlos Rodriguez mais ce dernier est repris et dépassé à environ 25 kilomètres de Sienne par un groupe de cinq hommes maintenant la chasse une minute derrière Pogačar qui ne faiblit pas. Ces cinq coureurs sont le Danois Kasper Asgreen, l'Équatorien Jhonatan Narváez, le Belge Tim Wellens, l'Espagnol Alejandro Valverde et l'Américain Quinn Simmons. À une quinzaine de kilomètres du but, Asgreen lâche ses compagnons mais ne réussit pas à se rapprocher de Pogačar. Un peu après le sommet de l’ultime secteur en terre, Le Tolfe, à environ 10 kilomètres de l'arrivée, Asgreen est rattrapé par Valverde mais les deux hommes ne parviennent pas à combler leur retard sur Tadej Pogačar qui rallie Sienne en vainqueur. Alejandro Valverde, qui a lâché Kasper Asgreen dans la dernière montée dans la ville de Sienne, termine à la deuxième place.

## Classements

### Classement final
| \| Classement général \| Classement général \| Classement général \| Classement général \| Classement général \| \| Coureur \| Coureur \| Pays \| Équipe \| Temps \| \| ------------------ \| --------------------- \| ------------------ \| ---------------------------------- \| ------------------ \| \| 1er \| Tadej Pogačar \| Slovénie \| UAE Team Emirates \| 4 h 47 min 49 s \| \| 2e \| Alejandro Valverde \| Espagne \| Movistar Team \| + 37 s \| \| 3e \| Kasper Asgreen \| Danemark \| Quick-Step Alpha Vinyl \| + 46 s \| \| 4e \| Attila Valter \| Hongrie \| Groupama-FDJ \| + 1 min 07 s \| \| 5e \| Pello Bilbao \| Espagne \| Bahrain Victorious \| + 1 min 09 s \| \| 6e \| Jhonatan Narváez \| Équateur \| Ineos Grenadiers \| + 1 min 09 s \| \| 7e \| Quinn Simmons \| États-Unis \| Trek-Segafredo \| + 1 min 21 s \| \| 8e \| Tim Wellens \| Belgique \| Lotto-Soudal \| + 1 min 25 s \| \| 9e \| Simone Petilli \| Italie \| Intermarché-Wanty-Gobert Matériaux \| + 1 min 35 s \| \| 10e \| Sergio Higuita \| Colombie \| Bora-Hansgrohe \| + 1 min 53 s \| \| 11e \| Michael Valgren \| Danemark \| EF Education-EasyPost \| + 1 min 56 s \| \| 12e \| Floris De Tier \| Belgique \| Alpecin-Fenix \| + 1 min 57 s \| \| 13e \| Lorenzo Rota \| Italie \| Intermarché-Wanty-Gobert Matériaux \| + 1 min 57 s \| \| 14e \| Sébastien Reichenbach \| Suisse \| Groupama-FDJ \| + 1 min 57 s \| \| 15e \| Ruben Guerreiro \| Portugal \| EF Education-EasyPost \| + 1 min 57 s \| \| 16e \| Toms Skujiņš \| Lettonie \| Trek-Segafredo \| + 2 min 00 s \| \| 17e \| Andrea Vendrame \| Italie \| AG2R Citroën Team \| + 2 min 02 s \| \| 18e \| Jai Hindley \| Australie \| Bora-Hansgrohe \| + 2 min 03 s \| \| 19e \| Filippo Zana \| Italie \| Bardiani CSF Faizanè \| + 2 min 05 s \| \| 20e \| Carlos Rodríguez \| Espagne \| Ineos Grenadiers \| + 2 min 07 s \| |                       |            |                                    |                 |
| |                       |            |                                    |                 |
| Source : ProCyclingStats |                       |            |                                    |                 |
| Classement général |                       |            |                                    |                 |
| Coureur | Coureur               | Pays       | Équipe                             | Temps           |
| 1er | Tadej Pogačar         | Slovénie   | UAE Team Emirates                  | 4 h 47 min 49 s |
| 2e | Alejandro Valverde    | Espagne    | Movistar Team                      | + 37 s          |
| 3e | Kasper Asgreen        | Danemark   | Quick-Step Alpha Vinyl             | + 46 s          |
| 4e | Attila Valter         | Hongrie    | Groupama-FDJ                       | + 1 min 07 s    |
| 5e | Pello Bilbao          | Espagne    | Bahrain Victorious                 | + 1 min 09 s    |
| 6e | Jhonatan Narváez      | Équateur   | Ineos Grenadiers                   | + 1 min 09 s    |
| 7e | Quinn Simmons         | États-Unis | Trek-Segafredo                     | + 1 min 21 s    |
| 8e | Tim Wellens           | Belgique   | Lotto-Soudal                       | + 1 min 25 s    |
| 9e | Simone Petilli        | Italie     | Intermarché-Wanty-Gobert Matériaux | + 1 min 35 s    |
| 10e | Sergio Higuita        | Colombie   | Bora-Hansgrohe                     | + 1 min 53 s    |
| 11e | Michael Valgren       | Danemark   | EF Education-EasyPost              | + 1 min 56 s    |
| 12e | Floris De Tier        | Belgique   | Alpecin-Fenix                      | + 1 min 57 s    |
| 13e | Lorenzo Rota          | Italie     | Intermarché-Wanty-Gobert Matériaux | + 1 min 57 s    |
| 14e | Sébastien Reichenbach | Suisse     | Groupama-FDJ                       | + 1 min 57 s    |
| 15e | Ruben Guerreiro       | Portugal   | EF Education-EasyPost              | + 1 min 57 s    |
| 16e | Toms Skujiņš          | Lettonie   | Trek-Segafredo                     | + 2 min 00 s    |
| 17e | Andrea Vendrame       | Italie     | AG2R Citroën Team                  | + 2 min 02 s    |
| 18e | Jai Hindley           | Australie  | Bora-Hansgrohe                     | + 2 min 03 s    |
| 19e | Filippo Zana          | Italie     | Bardiani CSF Faizanè               | + 2 min 05 s    |
| 20e | Carlos Rodríguez      | Espagne    | Ineos Grenadiers                   | + 2 min 07 s    |

### Classements UCI
La course attribue des points au Classement mondial UCI 2022 selon le barème suivant :
| Position           | 1er | 2e  | 3e  | 4e  | 5e  | 6e  | 7e | 8e | 9e | 10e | 11e | 12e | 13e | 14e | 15e à 20e | 21e à 30e | 31e à 50e | 51e à 55e | 56e à 60e |
| Classement général | 300 | 250 | 215 | 175 | 120 | 115 | 95 | 75 | 60 | 50  | 40  | 35  | 30  | 25  | 20        | 12        | 5         | 2         | 1         |

## Liste des participants
| Quick-Step Alpha Vinyl QST | Quick-Step Alpha Vinyl QST       | Quick-Step Alpha Vinyl QST |
| -------------------------- | -------------------------------- | -------------------------- |
| Num                        | Coureur                          | Pos                        |
| 1                          | Julian Alaphilippe (FRA) (route) | 58e                        |
| 2                          | Kasper Asgreen (DEN)             | 3e                         |
| 3                          | Dries Devenyns (BEL)             | AB                         |
| 4                          | Mikkel Honoré (DEN)              | 67e                        |
| 5                          | Mauro Schmid (SUI)               | AB                         |
| 6                          | Pieter Serry (BEL)               | 40e                        |
| 7                          | Louis Vervaeke (BEL)             | AB                         |

| AG2R Citroën Team ACT | AG2R Citroën Team ACT   | AG2R Citroën Team ACT |
| --------------------- | ----------------------- | --------------------- |
| Num                   | Coureur                 | Pos                   |
| 11                    | Greg Van Avermaet (BEL) | 41e                   |
| 12                    | Clément Berthet (FRA)   | 76e                   |
| 13                    | Lilian Calmejane (FRA)  | 42e                   |
| 14                    | Benoît Cosnefroy (FRA)  | 29e                   |
| 15                    | Michael Schär (SUI)     | 66e                   |
| 16                    | Andrea Vendrame (ITA)   | 17e                   |
| 17                    | Clément Venturini (FRA) | AB                    |

| Alpecin-Fenix AFC | Alpecin-Fenix AFC       | Alpecin-Fenix AFC |
| ----------------- | ----------------------- | ----------------- |
| Num               | Coureur                 | Pos               |
| 21                | Floris De Tier (BEL)    | 12e               |
| 22                | Michael Gogl (AUT)      | AB                |
| 23                | Xandro Meurisse (BEL)   | 22e               |
| 24                | Stefano Oldani (ITA)    | AB                |
| 25                | Robert Stannard (AUS)   | 51e               |
| 26                | Scott Thwaites (GBR)    | 44e               |
| 27                | Gianni Vermeersch (BEL) | AB                |

| Astana Qazaqstan Team AST | Astana Qazaqstan Team AST | Astana Qazaqstan Team AST |
| ------------------------- | ------------------------- | ------------------------- |
| Num                       | Coureur                   | Pos                       |
| 31                        | Gianni Moscon (ITA)       | AB                        |
| 32                        | Leonardo Basso (ITA)      | AB                        |
| 33                        | Manuele Boaro (ITA)       | AB                        |
| 34                        | Michele Gazzoli (ITA)     | AB                        |
| 35                        | Miguel Ángel López (COL)  | AB                        |
| 36                        | Davide Martinelli (ITA)   | AB                        |
| 37                        | Simone Velasco (ITA)      | 21e                       |

| Bahrain Victorious TBV | Bahrain Victorious TBV      | Bahrain Victorious TBV |
| ---------------------- | --------------------------- | ---------------------- |
| Num                    | Coureur                     | Pos                    |
| 41                     | Matej Mohorič (SLO) (route) | AB                     |
| 42                     | Pello Bilbao (ESP)          | 5e                     |
| 43                     | Heinrich Haussler (AUS)     | AB                     |
| 44                     | Alejandro Osorio (COL)      | NP                     |
| 45                     | Hermann Pernsteiner (AUT)   | 46e                    |
| 46                     | Jan Tratnik (SLO)           | 37e                    |
| 47                     | Edoardo Zambanini (ITA)     | 37e                    |

| Bardiani CSF Faizanè BCF | Bardiani CSF Faizanè BCF | Bardiani CSF Faizanè BCF |
| ------------------------ | ------------------------ | ------------------------ |
| Num                      | Coureur                  | Pos                      |
| 51                       | Giovanni Visconti (ITA)  | AB                       |
| 52                       | Jhonatan Cañaveral (COL) | AB                       |
| 53                       | Filippo Fiorelli (ITA)   | AB                       |
| 54                       | Davide Gabburo (ITA)     | 70e                      |
| 55                       | Alex Tolio (ITA)         | AB                       |
| 56                       | Filippo Zana (ITA)       | 19e                      |
| 57                       | Samuele Zoccarato (ITA)  | 52e                      |

| Bora-Hansgrohe BOH | Bora-Hansgrohe BOH           | Bora-Hansgrohe BOH |
| ------------------ | ---------------------------- | ------------------ |
| Num                | Coureur                      | Pos                |
| 61                 | Cesare Benedetti (POL)       | AB                 |
| 62                 | Patrick Gamper (AUT)         | 69e                |
| 63                 | Sergio Higuita (COL) (route) | 10e                |
| 64                 | Jai Hindley (AUS)            | 18e                |
| 65                 | Patrick Konrad (AUT) (route) | AB                 |
| 66                 | Ide Schelling (NED)          | 83e                |
| 67                 | Ben Zwiehoff (GER)           | 43e                |

| Drone Hopper-Androni Giocattoli DRA | Drone Hopper-Androni Giocattoli DRA | Drone Hopper-Androni Giocattoli DRA |
| ----------------------------------- | ----------------------------------- | ----------------------------------- |
| Num                                 | Coureur                             | Pos                                 |
| 71                                  | Juan Diego Alba (COL)               | AB                                  |
| 72                                  | Mattia Bais (ITA)                   | 62e                                 |
| 73                                  | Umberto Marengo (ITA)               | AB                                  |
| 74                                  | Simone Ravanelli (ITA)              | NP                                  |
| 75                                  | Jhonatan Restrepo (COL)             | 65e                                 |
| 76                                  | Gabriele Benedetti (ITA)            | AB                                  |
| 77                                  | Edoardo Zardini (ITA)               | AB                                  |

| EF Education-EasyPost EFE | EF Education-EasyPost EFE | EF Education-EasyPost EFE |
| ------------------------- | ------------------------- | ------------------------- |
| Num                       | Coureur                   | Pos                       |
| 81                        | Michael Valgren (DEN)     | 11e                       |
| 82                        | Jonathan Caicedo (ECU)    | 55e                       |
| 83                        | Ruben Guerreiro (POR)     | 15e                       |
| 84                        | Ben Healy (IRL)           | AB                        |
| 86                        | Thomas Scully (NZL)       | 78e                       |
| 87                        | Marijn van den Berg (NED) | 87e                       |

| Eolo-Kometa EOK | Eolo-Kometa EOK              | Eolo-Kometa EOK |
| --------------- | ---------------------------- | --------------- |
| Num             | Coureur                      | Pos             |
| 91              | Vincenzo Albanese (ITA)      | 25e             |
| 92              | Simone Bevilacqua (ITA)      | AB              |
| 93              | Márton Dina (HUN)            | AB              |
| 94              | Erik Fetter (HUN)            | 47e             |
| 95              | Sergio García González (ESP) | HD              |
| 96              | Samuele Rivi (ITA)           | 86e             |
| 97              | Diego Pablo Sevilla (ESP)    | 64e             |

| Groupama-FDJ GFC | Groupama-FDJ GFC            | Groupama-FDJ GFC |
| ---------------- | --------------------------- | ---------------- |
| Num              | Coureur                     | Pos              |
| 101              | Thibaut Pinot (FRA)         | 49e              |
| 102              | Lewis Askey (GBR)           | 35e              |
| 103              | Antoine Duchesne (CAN)      | AB               |
| 104              | Fabian Lienhard (SUI)       | 63e              |
| 105              | Tobias Ludvigsson (SWE)     | 60e              |
| 106              | Sébastien Reichenbach (SUI) | 14e              |
| 107              | Attila Valter (HUN)         | 4e               |

| Ineos Grenadiers IGD | Ineos Grenadiers IGD    | Ineos Grenadiers IGD |
| -------------------- | ----------------------- | -------------------- |
| Num                  | Coureur                 | Pos                  |
| 111                  | Salvatore Puccio (ITA)  | AB                   |
| 112                  | Richard Carapaz (ECU)   | 30e                  |
| 113                  | Jhonatan Narváez (ECU)  | 6e                   |
| 114                  | Carlos Rodríguez (ESP)  | 20e                  |
| 115                  | Ben Swift (GBR) (route) | AB                   |
| 117                  | Ben Turner (GBR)        | 81e                  |

| Intermarché-Wanty-Gobert Matériaux IWG | Intermarché-Wanty-Gobert Matériaux IWG | Intermarché-Wanty-Gobert Matériaux IWG |
| -------------------------------------- | -------------------------------------- | -------------------------------------- |
| Num                                    | Coureur                                | Pos                                    |
| 121                                    | Quinten Hermans (BEL)                  | 54e                                    |
| 122                                    | Jan Bakelants (BEL)                    | AB                                     |
| 123                                    | Théo Delacroix (FRA)                   | AB                                     |
| 124                                    | Simone Petilli (ITA)                   | 9e                                     |
| 125                                    | Domenico Pozzovivo (ITA)               | AB                                     |
| 126                                    | Lorenzo Rota (ITA)                     | 13e                                    |
| 127                                    | Taco van der Hoorn (NED)               | 80e                                    |

| Israel-Premier Tech IPT | Israel-Premier Tech IPT  | Israel-Premier Tech IPT |
| ----------------------- | ------------------------ | ----------------------- |
| Num                     | Coureur                  | Pos                     |
| 131                     | Jakob Fuglsang (DEN)     | 36e                     |
| 132                     | Matthias Brändle (AUT)   | AB                      |
| 133                     | Alexander Cataford (CAN) | 77e                     |
| 134                     | Simon Clarke (AUS)       | 26e                     |
| 135                     | Taj Jones (AUS)          | AB                      |
| 136                     | Krists Neilands (LAT)    | 57e                     |
| 137                     | Guy Sagiv (ISR)          | AB                      |

| Jumbo-Visma TJV | Jumbo-Visma TJV           | Jumbo-Visma TJV |
| --------------- | ------------------------- | --------------- |
| Num             | Coureur                   | Pos             |
| 141             | Tiesj Benoot (BEL)        | AB              |
| 142             | Koen Bouwman (NED)        | 45e             |
| 144             | Robert Gesink (NED)       | 68e             |
| 145             | Sepp Kuss (USA)           | 31e             |
| 146             | Timo Roosen (NED) (route) | 72e             |
| 147             | Milan Vader (NED)         | 50e             |

| Lotto-Soudal LTS | Lotto-Soudal LTS         | Lotto-Soudal LTS |
| ---------------- | ------------------------ | ---------------- |
| Num              | Coureur                  | Pos              |
| 151              | Tim Wellens (BEL)        | 8e               |
| 152              | Victor Campenaerts (BEL) | AB               |
| 153              | Roger Kluge (GER)        | 59e              |
| 154              | Andreas Kron (DEN)       | 24e              |
| 155              | Harry Sweeny (AUS)       | HD               |
| 156              | Maxim Van Gils (BEL)     | 53e              |
| 157              | Brent Van Moer (BEL)     | AB               |

| Movistar Team MOV | Movistar Team MOV        | Movistar Team MOV |
| ----------------- | ------------------------ | ----------------- |
| Num               | Coureur                  | Pos               |
| 161               | Alejandro Valverde (ESP) | 2e                |
| 162               | Jorge Arcas (ESP)        | AB                |
| 163               | Mathias Norsgaard (DEN)  | 75e               |
| 164               | Lluís Mas (ESP)          | AB                |
| 165               | Nélson Oliveira (POR)    | 33e               |
| 166               | Einer Rubio (COL)        | AB                |
| 167               | Gonzalo Serrano (ESP)    | 48e               |

| Arkéa-Samsic ARK | Arkéa-Samsic ARK        | Arkéa-Samsic ARK |
| ---------------- | ----------------------- | ---------------- |
| Num              | Coureur                 | Pos              |
| 171              | Warren Barguil (FRA)    | 27e              |
| 172              | Anthony Delaplace (FRA) | 34e              |
| 173              | Miguel Flórez (COL)     | 85e              |
| 174              | Élie Gesbert (FRA)      | AB               |
| 175              | Romain Hardy (FRA)      | HD               |
| 176              | Alan Riou (FRA)         | 82e              |
| 177              | Clément Russo (FRA)     | 73e              |

| BikeExchange-Jayco BEX | BikeExchange-Jayco BEX   | BikeExchange-Jayco BEX |
| ---------------------- | ------------------------ | ---------------------- |
| Num                    | Coureur                  | Pos                    |
| 181                    | Michael Matthews (AUS)   | AB                     |
| 182                    | Sam Bewley (NZL)         | AB                     |
| 183                    | Kevin Colleoni (ITA)     | 74e                    |
| 184                    | Tsgabu Grmay (ETH)       | AB                     |
| 185                    | Alexander Konychev (ITA) | AB                     |
| 187                    | Matteo Sobrero (ITA)     | AB                     |

| Team DSM DSM | Team DSM DSM            | Team DSM DSM |
| ------------ | ----------------------- | ------------ |
| Num          | Coureur                 | Pos          |
| 191          | Nikias Arndt (GER)      | AB           |
| 192          | Marco Brenner (GER)     | AB           |
| 193          | Romain Combaud (FRA)    | 61e          |
| 194          | Chris Hamilton (AUS)    | AB           |
| 195          | Leon Heinschke (GER)    | AB           |
| 196          | Joris Nieuwenhuis (NED) | 39e          |

| Trek-Segafredo TFS | Trek-Segafredo TFS         | Trek-Segafredo TFS |
| ------------------ | -------------------------- | ------------------ |
| Num                | Coureur                    | Pos                |
| 201                | Gianluca Brambilla (ITA)   | AB                 |
| 202                | Dario Cataldo (ITA)        | 56e                |
| 203                | Alexander Kamp (DEN)       | 38e                |
| 204                | Antonio Tiberi (ITA)       | 71e                |
| 205                | Quinn Simmons (USA)        | 7e                 |
| 206                | Toms Skujiņš (LAT) (route) | 16e                |
| 207                | Edward Theuns (BEL)        | 84e                |

| UAE Team Emirates UAD | UAE Team Emirates UAD      | UAE Team Emirates UAD |
| --------------------- | -------------------------- | --------------------- |
| Num                   | Coureur                    | Pos                   |
| 211                   | Tadej Pogačar (SLO)        | 1er                   |
| 212                   | Mikkel Bjerg (DEN)         | AB                    |
| 213                   | Alessandro Covi (ITA)      | 28e                   |
| 214                   | Maximiliano Richeze (ARG)  | AB                    |
| 215                   | Vegard Stake Laengen (NOR) | AB                    |
| 216                   | Marc Soler (ESP)           | 79e                   |
| 217                   | Diego Ulissi (ITA)         | 23e                   |

| Quick-Step Alpha Vinyl QST | Quick-Step Alpha Vinyl QST       | Quick-Step Alpha Vinyl QST |
| -------------------------- | -------------------------------- | -------------------------- |
| Num                        | Coureur                          | Pos                        |
| 1                          | Julian Alaphilippe (FRA) (route) | 58e                        |
| 2                          | Kasper Asgreen (DEN)             | 3e                         |
| 3                          | Dries Devenyns (BEL)             | AB                         |
| 4                          | Mikkel Honoré (DEN)              | 67e                        |
| 5                          | Mauro Schmid (SUI)               | AB                         |
| 6                          | Pieter Serry (BEL)               | 40e                        |
| 7                          | Louis Vervaeke (BEL)             | AB                         |

| AG2R Citroën Team ACT | AG2R Citroën Team ACT   | AG2R Citroën Team ACT |
| --------------------- | ----------------------- | --------------------- |
| Num                   | Coureur                 | Pos                   |
| 11                    | Greg Van Avermaet (BEL) | 41e                   |
| 12                    | Clément Berthet (FRA)   | 76e                   |
| 13                    | Lilian Calmejane (FRA)  | 42e                   |
| 14                    | Benoît Cosnefroy (FRA)  | 29e                   |
| 15                    | Michael Schär (SUI)     | 66e                   |
| 16                    | Andrea Vendrame (ITA)   | 17e                   |
| 17                    | Clément Venturini (FRA) | AB                    |

| Alpecin-Fenix AFC | Alpecin-Fenix AFC       | Alpecin-Fenix AFC |
| ----------------- | ----------------------- | ----------------- |
| Num               | Coureur                 | Pos               |
| 21                | Floris De Tier (BEL)    | 12e               |
| 22                | Michael Gogl (AUT)      | AB                |
| 23                | Xandro Meurisse (BEL)   | 22e               |
| 24                | Stefano Oldani (ITA)    | AB                |
| 25                | Robert Stannard (AUS)   | 51e               |
| 26                | Scott Thwaites (GBR)    | 44e               |
| 27                | Gianni Vermeersch (BEL) | AB                |

| Astana Qazaqstan Team AST | Astana Qazaqstan Team AST | Astana Qazaqstan Team AST |
| ------------------------- | ------------------------- | ------------------------- |
| Num                       | Coureur                   | Pos                       |
| 31                        | Gianni Moscon (ITA)       | AB                        |
| 32                        | Leonardo Basso (ITA)      | AB                        |
| 33                        | Manuele Boaro (ITA)       | AB                        |
| 34                        | Michele Gazzoli (ITA)     | AB                        |
| 35                        | Miguel Ángel López (COL)  | AB                        |
| 36                        | Davide Martinelli (ITA)   | AB                        |
| 37                        | Simone Velasco (ITA)      | 21e                       |

| Bahrain Victorious TBV | Bahrain Victorious TBV      | Bahrain Victorious TBV |
| ---------------------- | --------------------------- | ---------------------- |
| Num                    | Coureur                     | Pos                    |
| 41                     | Matej Mohorič (SLO) (route) | AB                     |
| 42                     | Pello Bilbao (ESP)          | 5e                     |
| 43                     | Heinrich Haussler (AUS)     | AB                     |
| 44                     | Alejandro Osorio (COL)      | NP                     |
| 45                     | Hermann Pernsteiner (AUT)   | 46e                    |
| 46                     | Jan Tratnik (SLO)           | 37e                    |
| 47                     | Edoardo Zambanini (ITA)     | 37e                    |

| Bardiani CSF Faizanè BCF | Bardiani CSF Faizanè BCF | Bardiani CSF Faizanè BCF |
| ------------------------ | ------------------------ | ------------------------ |
| Num                      | Coureur                  | Pos                      |
| 51                       | Giovanni Visconti (ITA)  | AB                       |
| 52                       | Jhonatan Cañaveral (COL) | AB                       |
| 53                       | Filippo Fiorelli (ITA)   | AB                       |
| 54                       | Davide Gabburo (ITA)     | 70e                      |
| 55                       | Alex Tolio (ITA)         | AB                       |
| 56                       | Filippo Zana (ITA)       | 19e                      |
| 57                       | Samuele Zoccarato (ITA)  | 52e                      |

| Bora-Hansgrohe BOH | Bora-Hansgrohe BOH           | Bora-Hansgrohe BOH |
| ------------------ | ---------------------------- | ------------------ |
| Num                | Coureur                      | Pos                |
| 61                 | Cesare Benedetti (POL)       | AB                 |
| 62                 | Patrick Gamper (AUT)         | 69e                |
| 63                 | Sergio Higuita (COL) (route) | 10e                |
| 64                 | Jai Hindley (AUS)            | 18e                |
| 65                 | Patrick Konrad (AUT) (route) | AB                 |
| 66                 | Ide Schelling (NED)          | 83e                |
| 67                 | Ben Zwiehoff (GER)           | 43e                |

| Drone Hopper-Androni Giocattoli DRA | Drone Hopper-Androni Giocattoli DRA | Drone Hopper-Androni Giocattoli DRA |
| ----------------------------------- | ----------------------------------- | ----------------------------------- |
| Num                                 | Coureur                             | Pos                                 |
| 71                                  | Juan Diego Alba (COL)               | AB                                  |
| 72                                  | Mattia Bais (ITA)                   | 62e                                 |
| 73                                  | Umberto Marengo (ITA)               | AB                                  |
| 74                                  | Simone Ravanelli (ITA)              | NP                                  |
| 75                                  | Jhonatan Restrepo (COL)             | 65e                                 |
| 76                                  | Gabriele Benedetti (ITA)            | AB                                  |
| 77                                  | Edoardo Zardini (ITA)               | AB                                  |

| EF Education-EasyPost EFE | EF Education-EasyPost EFE | EF Education-EasyPost EFE |
| ------------------------- | ------------------------- | ------------------------- |
| Num                       | Coureur                   | Pos                       |
| 81                        | Michael Valgren (DEN)     | 11e                       |
| 82                        | Jonathan Caicedo (ECU)    | 55e                       |
| 83                        | Ruben Guerreiro (POR)     | 15e                       |
| 84                        | Ben Healy (IRL)           | AB                        |
| 86                        | Thomas Scully (NZL)       | 78e                       |
| 87                        | Marijn van den Berg (NED) | 87e                       |

| Eolo-Kometa EOK | Eolo-Kometa EOK              | Eolo-Kometa EOK |
| --------------- | ---------------------------- | --------------- |
| Num             | Coureur                      | Pos             |
| 91              | Vincenzo Albanese (ITA)      | 25e             |
| 92              | Simone Bevilacqua (ITA)      | AB              |
| 93              | Márton Dina (HUN)            | AB              |
| 94              | Erik Fetter (HUN)            | 47e             |
| 95              | Sergio García González (ESP) | HD              |
| 96              | Samuele Rivi (ITA)           | 86e             |
| 97              | Diego Pablo Sevilla (ESP)    | 64e             |

| Groupama-FDJ GFC | Groupama-FDJ GFC            | Groupama-FDJ GFC |
| ---------------- | --------------------------- | ---------------- |
| Num              | Coureur                     | Pos              |
| 101              | Thibaut Pinot (FRA)         | 49e              |
| 102              | Lewis Askey (GBR)           | 35e              |
| 103              | Antoine Duchesne (CAN)      | AB               |
| 104              | Fabian Lienhard (SUI)       | 63e              |
| 105              | Tobias Ludvigsson (SWE)     | 60e              |
| 106              | Sébastien Reichenbach (SUI) | 14e              |
| 107              | Attila Valter (HUN)         | 4e               |

| Ineos Grenadiers IGD | Ineos Grenadiers IGD    | Ineos Grenadiers IGD |
| -------------------- | ----------------------- | -------------------- |
| Num                  | Coureur                 | Pos                  |
| 111                  | Salvatore Puccio (ITA)  | AB                   |
| 112                  | Richard Carapaz (ECU)   | 30e                  |
| 113                  | Jhonatan Narváez (ECU)  | 6e                   |
| 114                  | Carlos Rodríguez (ESP)  | 20e                  |
| 115                  | Ben Swift (GBR) (route) | AB                   |
| 117                  | Ben Turner (GBR)        | 81e                  |

| Intermarché-Wanty-Gobert Matériaux IWG | Intermarché-Wanty-Gobert Matériaux IWG | Intermarché-Wanty-Gobert Matériaux IWG |
| -------------------------------------- | -------------------------------------- | -------------------------------------- |
| Num                                    | Coureur                                | Pos                                    |
| 121                                    | Quinten Hermans (BEL)                  | 54e                                    |
| 122                                    | Jan Bakelants (BEL)                    | AB                                     |
| 123                                    | Théo Delacroix (FRA)                   | AB                                     |
| 124                                    | Simone Petilli (ITA)                   | 9e                                     |
| 125                                    | Domenico Pozzovivo (ITA)               | AB                                     |
| 126                                    | Lorenzo Rota (ITA)                     | 13e                                    |
| 127                                    | Taco van der Hoorn (NED)               | 80e                                    |

| Israel-Premier Tech IPT | Israel-Premier Tech IPT  | Israel-Premier Tech IPT |
| ----------------------- | ------------------------ | ----------------------- |
| Num                     | Coureur                  | Pos                     |
| 131                     | Jakob Fuglsang (DEN)     | 36e                     |
| 132                     | Matthias Brändle (AUT)   | AB                      |
| 133                     | Alexander Cataford (CAN) | 77e                     |
| 134                     | Simon Clarke (AUS)       | 26e                     |
| 135                     | Taj Jones (AUS)          | AB                      |
| 136                     | Krists Neilands (LAT)    | 57e                     |
| 137                     | Guy Sagiv (ISR)          | AB                      |

| Jumbo-Visma TJV | Jumbo-Visma TJV           | Jumbo-Visma TJV |
| --------------- | ------------------------- | --------------- |
| Num             | Coureur                   | Pos             |
| 141             | Tiesj Benoot (BEL)        | AB              |
| 142             | Koen Bouwman (NED)        | 45e             |
| 144             | Robert Gesink (NED)       | 68e             |
| 145             | Sepp Kuss (USA)           | 31e             |
| 146             | Timo Roosen (NED) (route) | 72e             |
| 147             | Milan Vader (NED)         | 50e             |

| Lotto-Soudal LTS | Lotto-Soudal LTS         | Lotto-Soudal LTS |
| ---------------- | ------------------------ | ---------------- |
| Num              | Coureur                  | Pos              |
| 151              | Tim Wellens (BEL)        | 8e               |
| 152              | Victor Campenaerts (BEL) | AB               |
| 153              | Roger Kluge (GER)        | 59e              |
| 154              | Andreas Kron (DEN)       | 24e              |
| 155              | Harry Sweeny (AUS)       | HD               |
| 156              | Maxim Van Gils (BEL)     | 53e              |
| 157              | Brent Van Moer (BEL)     | AB               |

| Movistar Team MOV | Movistar Team MOV        | Movistar Team MOV |
| ----------------- | ------------------------ | ----------------- |
| Num               | Coureur                  | Pos               |
| 161               | Alejandro Valverde (ESP) | 2e                |
| 162               | Jorge Arcas (ESP)        | AB                |
| 163               | Mathias Norsgaard (DEN)  | 75e               |
| 164               | Lluís Mas (ESP)          | AB                |
| 165               | Nélson Oliveira (POR)    | 33e               |
| 166               | Einer Rubio (COL)        | AB                |
| 167               | Gonzalo Serrano (ESP)    | 48e               |

| Arkéa-Samsic ARK | Arkéa-Samsic ARK        | Arkéa-Samsic ARK |
| ---------------- | ----------------------- | ---------------- |
| Num              | Coureur                 | Pos              |
| 171              | Warren Barguil (FRA)    | 27e              |
| 172              | Anthony Delaplace (FRA) | 34e              |
| 173              | Miguel Flórez (COL)     | 85e              |
| 174              | Élie Gesbert (FRA)      | AB               |
| 175              | Romain Hardy (FRA)      | HD               |
| 176              | Alan Riou (FRA)         | 82e              |
| 177              | Clément Russo (FRA)     | 73e              |

| BikeExchange-Jayco BEX | BikeExchange-Jayco BEX   | BikeExchange-Jayco BEX |
| ---------------------- | ------------------------ | ---------------------- |
| Num                    | Coureur                  | Pos                    |
| 181                    | Michael Matthews (AUS)   | AB                     |
| 182                    | Sam Bewley (NZL)         | AB                     |
| 183                    | Kevin Colleoni (ITA)     | 74e                    |
| 184                    | Tsgabu Grmay (ETH)       | AB                     |
| 185                    | Alexander Konychev (ITA) | AB                     |
| 187                    | Matteo Sobrero (ITA)     | AB                     |

| Team DSM DSM | Team DSM DSM            | Team DSM DSM |
| ------------ | ----------------------- | ------------ |
| Num          | Coureur                 | Pos          |
| 191          | Nikias Arndt (GER)      | AB           |
| 192          | Marco Brenner (GER)     | AB           |
| 193          | Romain Combaud (FRA)    | 61e          |
| 194          | Chris Hamilton (AUS)    | AB           |
| 195          | Leon Heinschke (GER)    | AB           |
| 196          | Joris Nieuwenhuis (NED) | 39e          |

| Trek-Segafredo TFS | Trek-Segafredo TFS         | Trek-Segafredo TFS |
| ------------------ | -------------------------- | ------------------ |
| Num                | Coureur                    | Pos                |
| 201                | Gianluca Brambilla (ITA)   | AB                 |
| 202                | Dario Cataldo (ITA)        | 56e                |
| 203                | Alexander Kamp (DEN)       | 38e                |
| 204                | Antonio Tiberi (ITA)       | 71e                |
| 205                | Quinn Simmons (USA)        | 7e                 |
| 206                | Toms Skujiņš (LAT) (route) | 16e                |
| 207                | Edward Theuns (BEL)        | 84e                |

| UAE Team Emirates UAD | UAE Team Emirates UAD      | UAE Team Emirates UAD |
| --------------------- | -------------------------- | --------------------- |
| Num                   | Coureur                    | Pos                   |
| 211                   | Tadej Pogačar (SLO)        | 1er                   |
| 212                   | Mikkel Bjerg (DEN)         | AB                    |
| 213                   | Alessandro Covi (ITA)      | 28e                   |
| 214                   | Maximiliano Richeze (ARG)  | AB                    |
| 215                   | Vegard Stake Laengen (NOR) | AB                    |
| 216                   | Marc Soler (ESP)           | 79e                   |
| 217                   | Diego Ulissi (ITA)         | 23e                   |